# Allan Warren
Michael Allan Warren (n. 26 octombrie 1948, Greater London, Anglia, Regatul Unit) este un fotograf portretist, cunoscut în primul rând pentru realizarea unor fotografii ale unor membri ai înaltei societăți.

## Primii ani
Dupa ce a crescut în Londra postbelică alături de mama lui, Warren a urmat Terry's Juveniles, o școală de teatru din cadrul Drury Lane Theatre. În această perioadă a participat la audiții, obținând mai multe roluri. A fost, spre exemplu, copil prezentator la „The Five O'clock Club”, ceea ce i-a oferit posibilitatea de a cunoaște un număr de persoane, inclusiv pe tânărul Marc Bolan (care-l interpreta pe atunci pe „Toby Tyler”), care-l va angaja mai târziu pe Warren ca primul său manager.

## Cariera

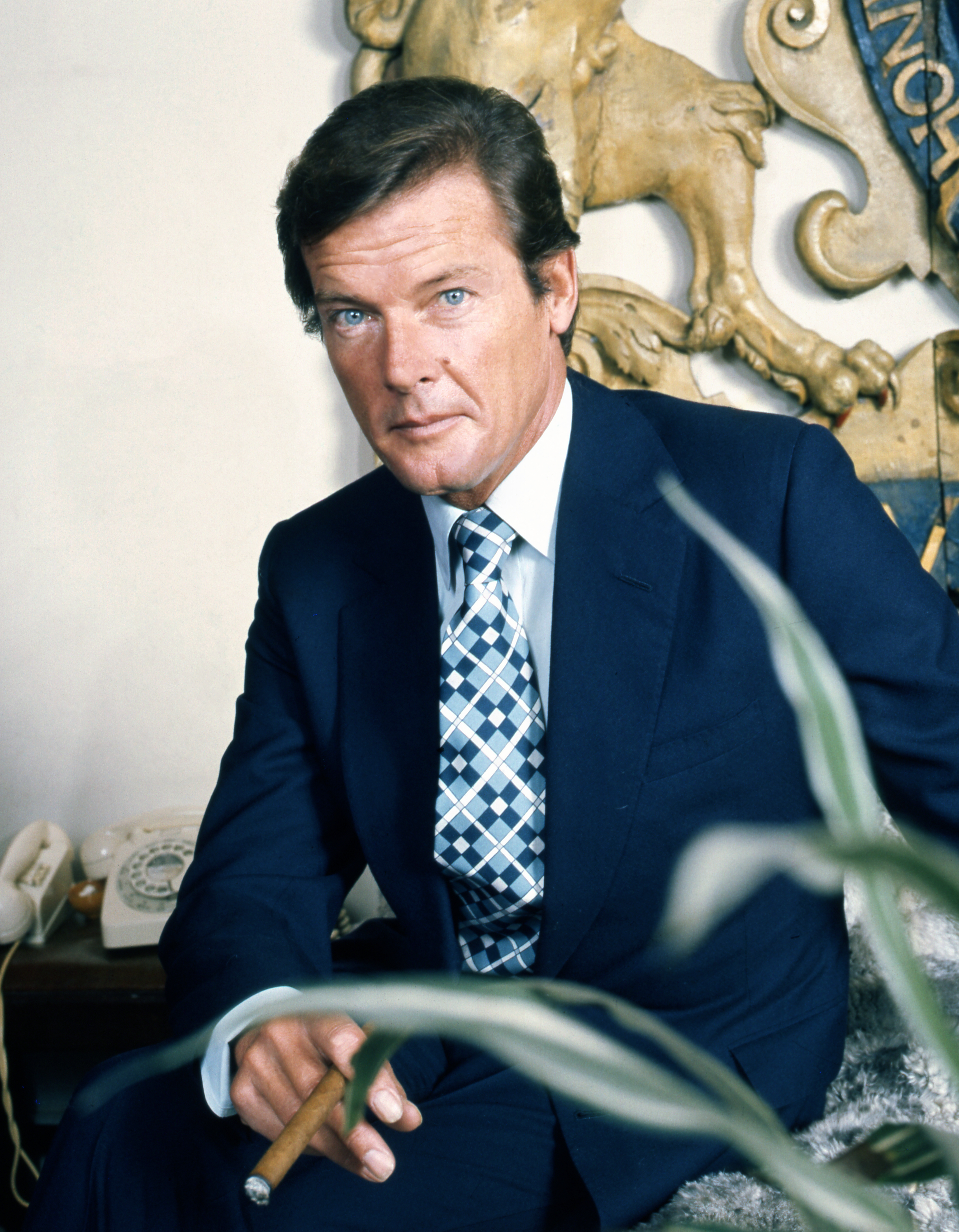
Portretul lui Roger Moore realizat de Allan Warren în 1973

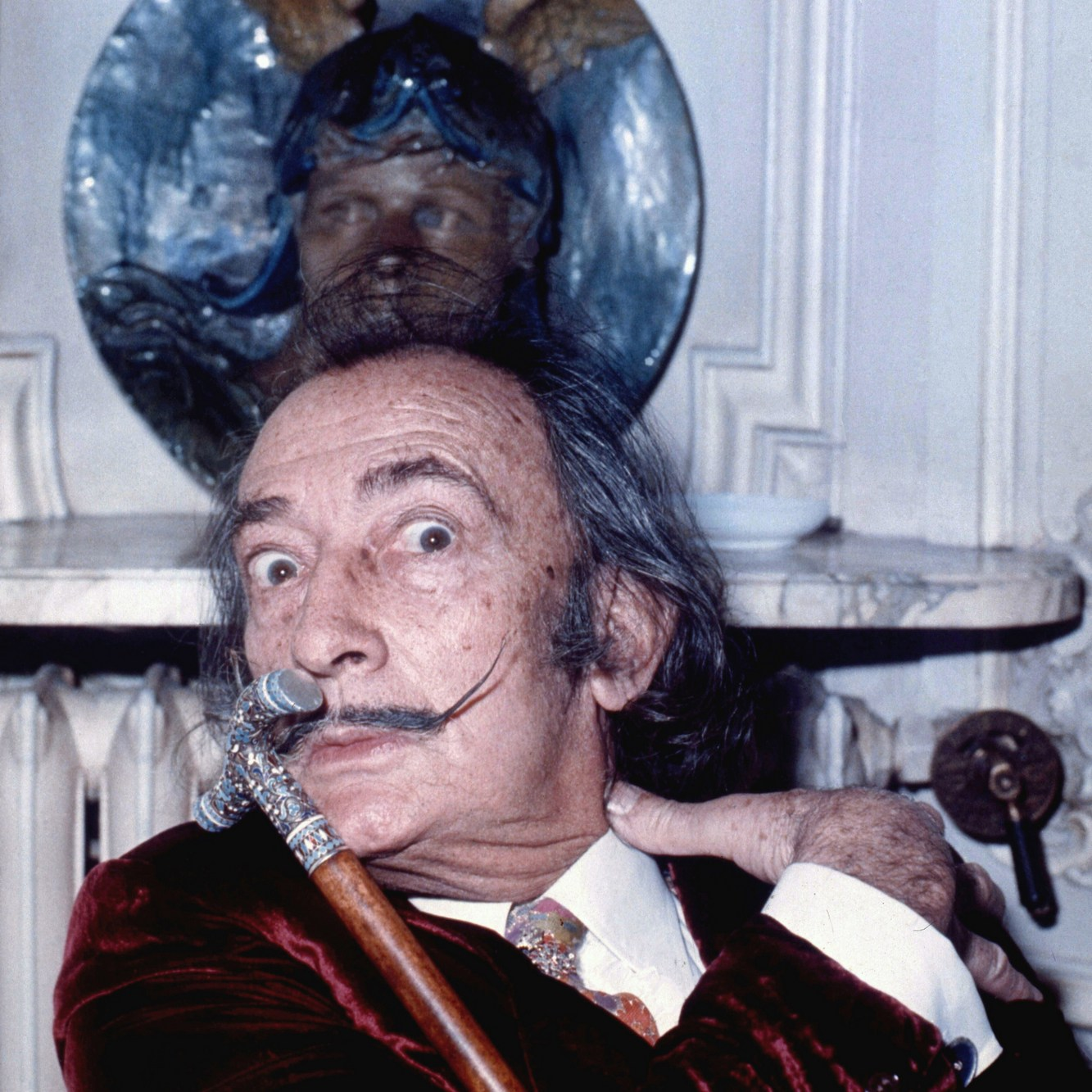
Portretul lui Salvador Dali realizat de Allan Warren

Warren și-a început cariera fotografică la vârsta de 17 ani când juca, alături de John Gielgud, în piesa Forty Years On a lui Alan Bennett la Teatrul Apollo din West End. Prin această perioadă Warren și-a cumpărat primul său aparat de fotografiat second-hand și a început să facă fotografii colegilor săi actori. Primul său contract important l-a obținut de la prietenul său, Mickey Deans, care i-a cerut să facă fotografii la nunta lui cu Judy Garland, ceea ce a marcat începutul activității lui Warren ca fotograf profesionist. Aflat la New York din motive personale, el a participat la o audiție pentru producția Minnie's Boys de pe Broadway. Cu toate acestea, el a refuzat mai târziu rolul care i s-a oferit pentru a se întoarce la Londra și a-și urma vocația de fotograf.
După acest eveniment decisiv Warren s-a angajat definitiv în cariera de fotograf, realizând portrete fotografice ale personalităților, printre care mulți actori, scriitori, muzicieni, politicieni și membri ai Familiei Regale Britanice. La începutul anilor 1980 Warren a fost pentru a-i fotografia pe toți ducii britanici (4 din familia regală și alți 26 care nu erau membri ai Familiei Regale). Împreună cu cel de-al 12 Duce de Manchester el a înființat Duke's Trust, o organizație de caritate pentru copiii cu probleme. Warren a încărcat mai multe imagini din arhiva lui pe Wikimedia Commons.

## Diverse
La începutul anilor 1990 Warren a devenit interesat să scrie piese de teatru. Una dintre piesele sale, The Lady of Phillimore Walk, a fost regizată de Frank Dunlop și criticii au comparat-o cu Sleuth, un thriller scris de Anthony Shaffer. Distribuția piesei The Lady of Phillimore Walk era formată din Zena Walker și Philip Lowrie; piesa a fost reprezentată de mai multe ori în Statele Unite ale Americii.
Warren a inventat Hankybreathe, o batistă care-i permite utilizatorului să inspire aer în gură printr-un filtru de carbon, pentru a filtra efectele nocive ale gazelor de eșapament. Batista, care trebuie muiată în ulei de eucalipt, își are originea în experiența de astmatic a lui Warren în Londra puternic poluată.

## Lucrări
- Nobs & Nosh – Eating with the Beautiful People, 1975
- Confessions of a Society Photographer, 1976
- The Dukes of Britain, 1986
- The Lady of Phillimore Walk (piesă), 1991
- Dukes, Queens and Other Stories, 1999
- Strangers in the Buff, August 2007
- Carpet Dwellers, October 2007
- Nein Camp, December 2012
- Stand By To Repel All Boarders, December 2014